# Репилов, Роман Александрович
Роман Александрович Репилов (5 марта 1996 года, Дмитров, Московская область) — российский саночник, трёхкратный чемпион мира (2020 и 2021), трёхкратный призёр чемпионата мира 2017 года, шестикратный призёр чемпионатов Европы, двукратный обладатель Кубка мира (2016/17 и 2019/20), трёхкратный победитель спринтерского зачёта Кубка мира (2016/17, 2018/19, 2019/20).

## Биография

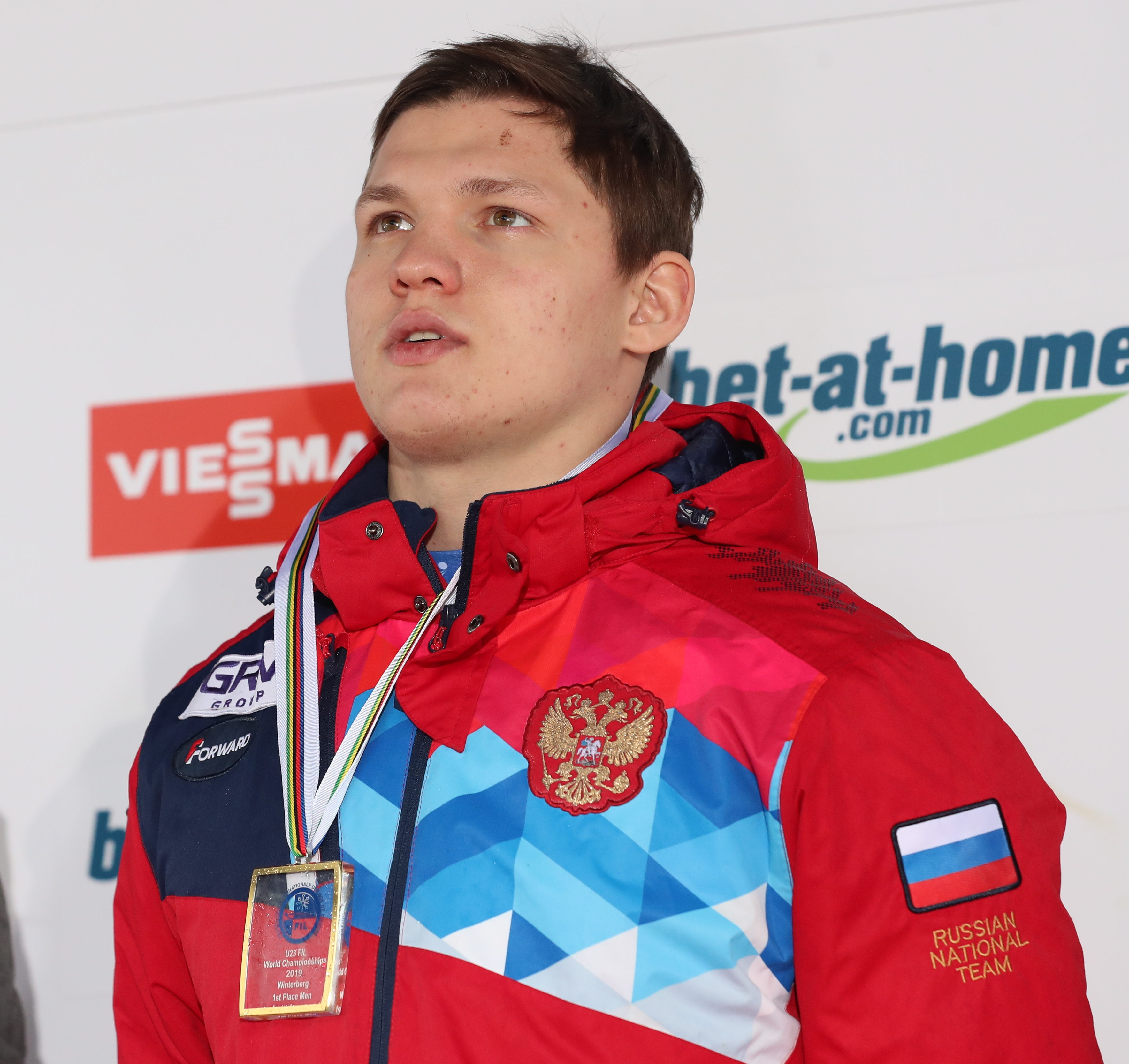
2019 год

Роман Репилов родился 5 марта 1996 года в подмосковном Дмитрове, где и начал заниматься санным спортом в 2009 году.
Роман на соревнованиях среди юниоров показывал превосходные результаты: он неоднократно становился чемпионом и призёром этапов Кубка мира среди юниоров, а также стал двукратным чемпионом мира среди юниоров в личном первенстве (в 2015 и 2016 годах), бронзовым призёром чемпионата мира в эстафете (в 2015 году), чемпионом Европы в эстафете (в 2015 году) и вице-чемпионом континентального первенства в 2015 году.
Российский саночник дебютировал в составе национальной сборной в 2015 году на этапе Кубка мира в Лиллехаммере, где занял 12-е место. 19 декабря 2015 года Роман впервые поднялся на подиум на взрослом уровне — он стал вторым в спринте в Калгари. В том же сезоне юный саночник добился и другого значимого успеха: он выиграл две медали на чемпионате Европы, став втором в одиночных соревнованиях (проиграл знаменитому немецкому саночнику Феликсу Лоху) и третьим в эстафете.
Сезон 2016/2017 года начался для российского саночника великолепно: он дважды становился вторым на этапах в Винтерберге и Парк-Сити, а также 16 декабря 2016 в Парк-Сити одержал первую победу в карьере на взрослом уровне. Выиграв ещё два старта (в Сигулде (в спринте) и Альтенберге), поднявшись дважды на вторую ступень пьедестала почёта (в Сигудле и в Оберхофе) и продемонстрировав стабильное выступление в течение всего сезона, Роман Репилов стал вторым победителем розыгрыша Кубка мира из России после Альберта Демченко (который выиграл хрустальный глобус в сезоне 2004/2005), а также выиграл общий зачёт Кубка мира в спринте.
27 января 2017 года Роман впервые в своей карьере завоевал медаль чемпионата мира: в спринтерских соревнованиях он занял второе место, уступив австрийцу Вольфгангу Киндлю всего 0,012 с. Через два дня российский саночник снова попал на пьедестал почёта мирового первенства: в индивидуальных соревнованиях Роман, как и в спринте, стал вице-чемпионом, а в эстафете занял третье место.

## Победы и призовые места на этапах Кубка мира
На счету Романа 9 побед и 27 призовых мест:
| # | Дата            | Место       | Сезон   | Тип              |
| - | --------------- | ----------- | ------- | ---------------- |
| 1 | 16 декабря 2016 | Парк-Сити   | 2016/17 | Одиночки         |
| 2 | 15 января 2017  | Сигулда     | 2016/17 | Одиночки, спринт |
| 3 | 25 февраля 2017 | Альтенберг  | 2016/17 | Одиночки         |
| 4 | 15 декабря 2017 | Лейк-Плэсид | 2017/18 | Одиночки         |
| 5 | 28 января 2018  | Сигулда     | 2017/18 | Одиночки, спринт |
| 6 | 15 декабря 2018 | Лейк-Плэсид | 2018/19 | Одиночки         |
| 7 | 16 декабря 2018 | Лейк-Плэсид | 2018/19 | Одиночки, спринт |
| 8 | 1 декабря 2019  | Лейк-Плэсид | 2019/20 | Одиночки, спринт |
| 9 | 13 декабря 2019 | Уистлер     | 2019/20 | Одиночки         |

| #  | Дата            | Место       | Сезон   | Тип              |
| -- | --------------- | ----------- | ------- | ---------------- |
| 1  | 19 декабря 2015 | Калгари     | 2015/16 | Одиночки, спринт |
| 2  | 13 февраля 2016 | Альтенберг  | 2015/16 | Одиночки (ЧЕ)    |
| 3  | 27 ноября 2016  | Винтерберг  | 2016/17 | Одиночки         |
| 4  | 17 декабря 2016 | Парк-Сити   | 2016/17 | Одиночки, спринт |
| 5  | 15 января 2017  | Сигулда     | 2016/17 | Одиночки         |
| 6  | 4 февраля 2017  | Оберхоф     | 2016/17 | Одиночки         |
| 7  | 5 февраля 2017  | Оберхоф     | 2016/17 | Эстафета         |
| 8  | 2 декабря 2017  | Альтенберг  | 2017/18 | Одиночки         |
| 9  | 21 января 2018  | Лиллехаммер | 2017/18 | Одиночки         |
| 10 | 7 декабря 2018  | Калгари     | 2018/19 | Одиночки         |
| 11 | 9 февраля 2019  | Оберхоф     | 2018/19 | Одиночки (ЧЕ)    |
| 12 | 24 февраля 2019 | Сочи        | 2018/19 | Одиночки         |
| 13 | 24 февраля 2019 | Сочи        | 2018/19 | Одиночки, спринт |
| 14 | 24 ноября 2019  | Инсбрук     | 2019/20 | Одиночки         |
| 15 | 14 декабря 2019 | Уистлер     | 2019/20 | Одиночки, спринт |
| 16 | 26 января 2020  | Сигулда     | 2019/20 | Одиночки         |
| 17 | 2 января 2021   | Кёнигсзе    | 2020/21 | Одиночки         |
| 18 | 5 декабря 2021  | Сочи        | 2021/22 | Одиночки, спринт |

| # | Дата            | Место       | Сезон   | Тип           |
| - | --------------- | ----------- | ------- | ------------- |
| 1 | 13 февраля 2016 | Альтенберг  | 2015/16 | Эстафета (ЧЕ) |
| 2 | 26 февраля 2017 | Альтенберг  | 2016/17 | Эстафета      |
| 3 | 8 декабря 2017  | Калгари     | 2017/18 | Одиночки      |
| 4 | 28 января 2018  | Сигулда     | 2017/18 | Одиночки (ЧЕ) |
| 5 | 19 января 2020  | Лиллехаммер | 2019/20 | Одиночки (ЧЕ) |
| 6 | 1 марта 2020    | Кёнигсзе    | 2019/20 | Одиночки      |
| 7 | 3 января 2021   | Кёнигсзе    | 2020/21 | Эстафета      |
| 8 | 28 ноября 2021  | Сочи        | 2021/22 | Одиночки      |
| 9 | 23 января 2022  | Санкт-Мориц | 2021/22 | Эстафета (ЧЕ) |

## Награды
- Медаль «За укрепление боевого содружества» (2018)[12].